# アセチルセロトニン-O-メチルトランスフェラーゼ
アセチルセロトニン-O-メチルトランスフェラーゼ(acetylserotonin O-methyltransferase, ASMT)は、メラトニン生合成の最終反応を触媒する酵素で、ノルメラトニンをメラトニンに変換する。この反応は、トリプトファン代謝経路にも組み込まれており、そちらでは5-ヒドロキシインドール酢酸から5-メトキシインドール酢酸に変換する。
ヒトでは、この酵素はASMT遺伝子にコードされており、この遺伝子はX染色体とY染色体の両方に全く同じく存在する。